# Arca de novia

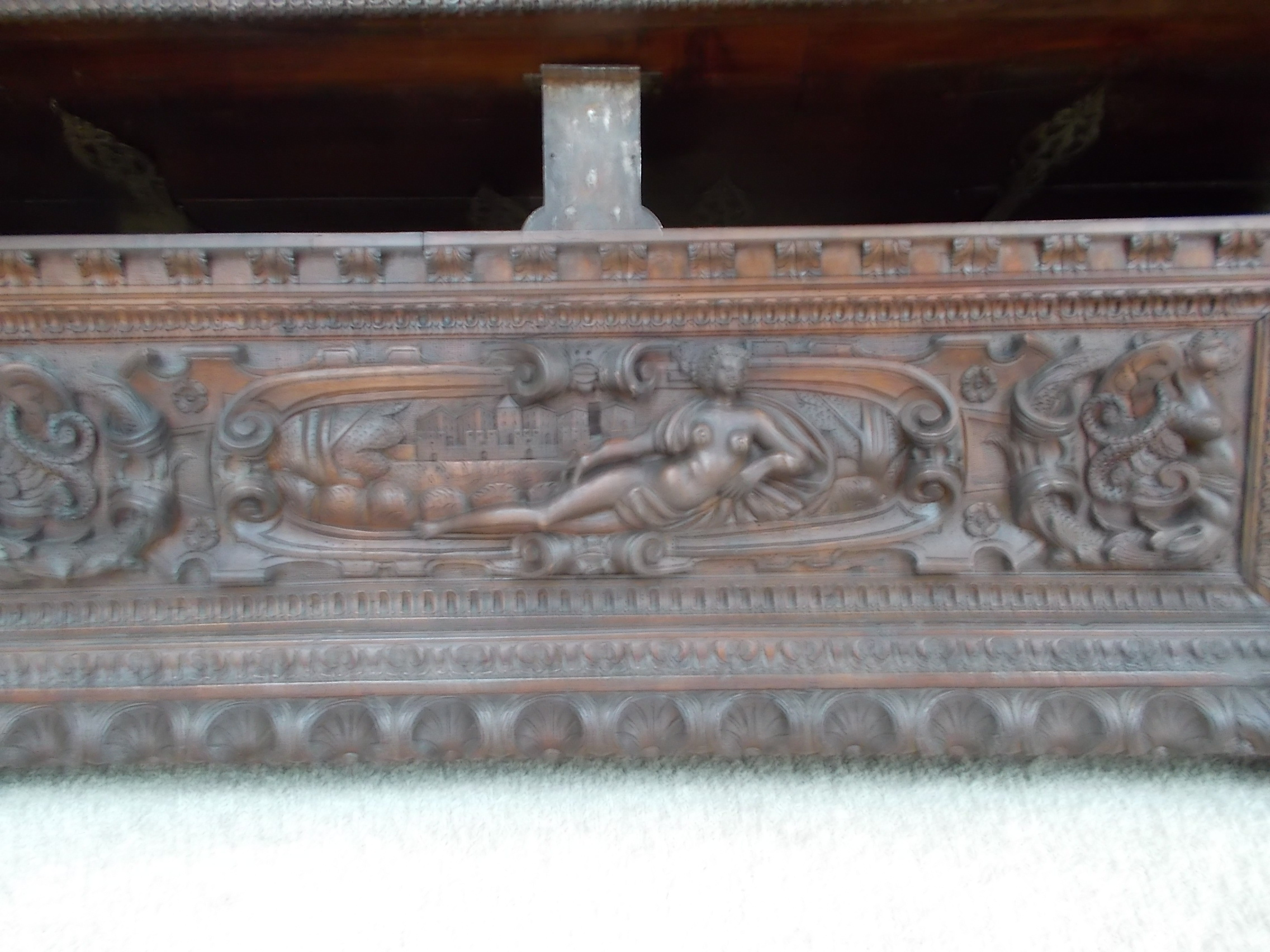
Diseños intrincados en una arca de novia

Una arca de novia, también llamada baúl nupcial, arcón nupcial, arca de ajuar, arcón de boda o arcón de esponsales es un mueble utilizado tradicionalmente por jóvenes solteras para guardar el ajuar, artículos, como ropa (también ropa de hogar), en anticipación de la vida matrimonial. El término, particularmente al referirse al arcón de boda o de esponsales, también se usa para referirse a un cofre que solía enviarse por el esposo a su prometida en la víspera de la boda.
Si bien existe evidencia de su uso entre los árabes durante la Edad Media, su uso es más conocido en Europa y posteriormente en países con gran influencia de inmigrantes europeos, como los Estados Unidos o Australia.

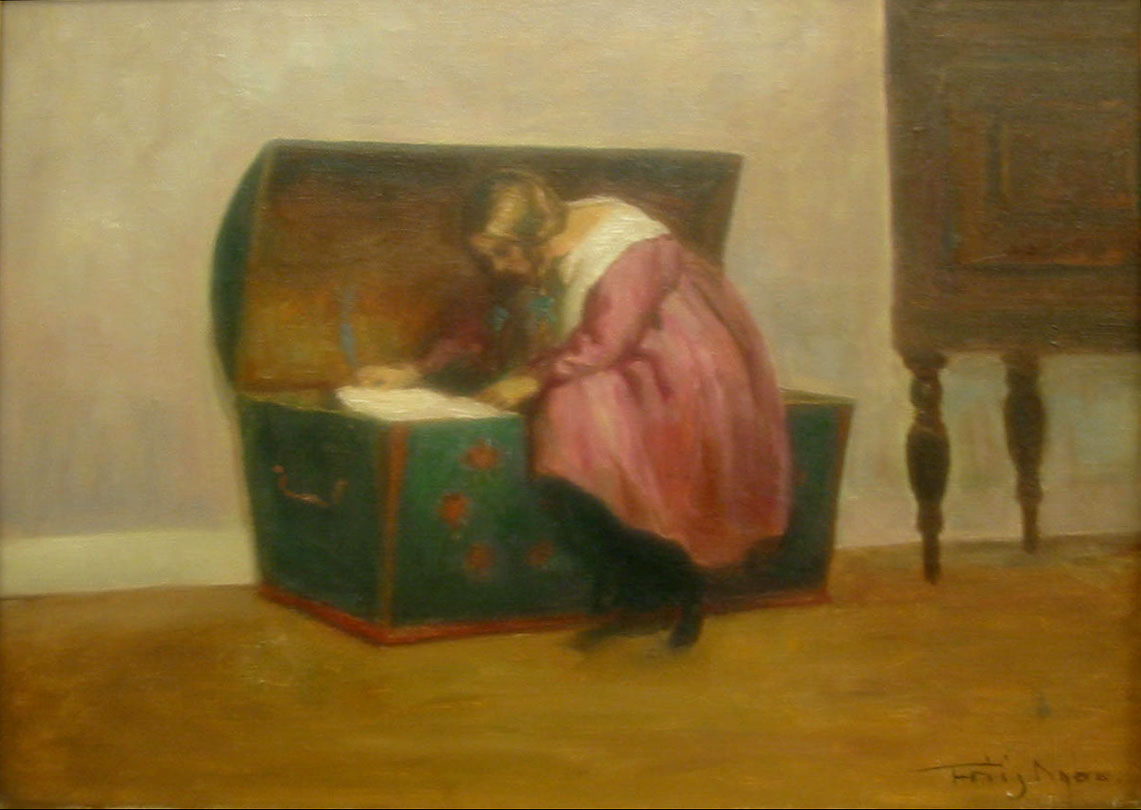
Niña inspeccionando su arca de novia, por Poul Friis Nybo, c. 1900

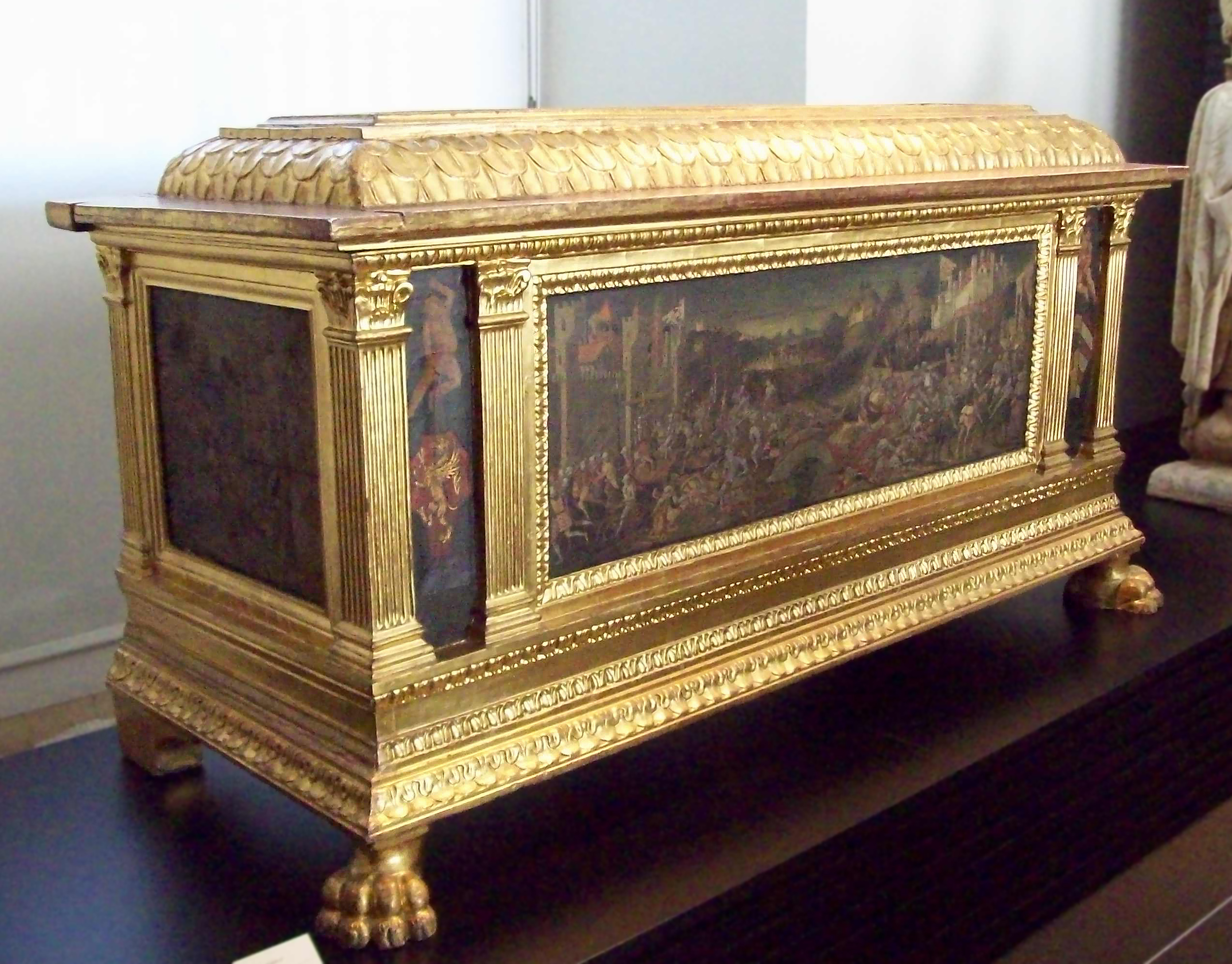
Arca de novia (cassone) renacentista de Florencia

## Contexto social
Usar sus propias habilidades de costura para construir un ajuar y llenar su arca de novia "era para la chica trabajadora el equivalente a planificar y ahorrar para el matrimonio por parte del joven providente y ambicioso." La recolección de ajuares era un rito común del paso a la mayoría de edad hasta aproximadamente la década de 1950. Se le consideraba típicamente como un paso en el camino hacia el matrimonio, ubicado entre el cortejo a un hombre y el compromiso. No siempre se recogía en un baúl o cofre especial, de ahí que en países como el Reino Unido se utilice el término alternativo bottom drawer (cajón inferior), refiriéndose a que tal cajón en una cómoda era reservado para recoger el ajuar. Cómodas de este tipo eran regalos aceptables para jóvenes que se acercaban a la edad de contraer matrimonio.
Los contenidos de una arca de ajuar o arca de novia incluían artículos típicos de la dote, como ropa (particularmente algún vestido especial), mantelería, toallas, ropa de cama, edredones y ocasionalmente vajillas. En tanto la novia solía abandonar la casa de sus padres al casarse, las arcas de novia a veces se fabricaban con el objeto de ser portátiles, si bien con poca frecuencia. Ejemplos de artículos  para un ajuar, hechos a mano por una futura novia entre 1916 y 1918, pueden verse en el Museo Nacional de Australia. En este caso, el ajuar (nunca usado puesto que el prometido de su creadora murió en la Primera Guerra Mundial antes de que se celebrara el matrimonio) estaba guardado en sacos de calicó en lugar de en un cofre.
El arcón de ajuar se usaba a menudo para la primogénita de una familia. En lugar de solo tener sábanas y ropa de hogar en el cajón inferior, este cofre tenía el objeto de transportar estos bienes y dotes y luego poder ser usado como un mueble estándar para que lo usara la ama de casa. Este cofre de dote estaba por lo general ricamente decorado, si bien con el tiempo, los baúles de dote se volvieron gradualmente más pequeños, y aparecieron joyeros en vez de grandes cofres de dote.
Por otra parte, en ocasiones las novias recibían de manos de su esposo una "arca nupcial" en su boda, por lo que no pueden llamarse "arcones de ajuar" en este sentido.

## Orígenes históricos

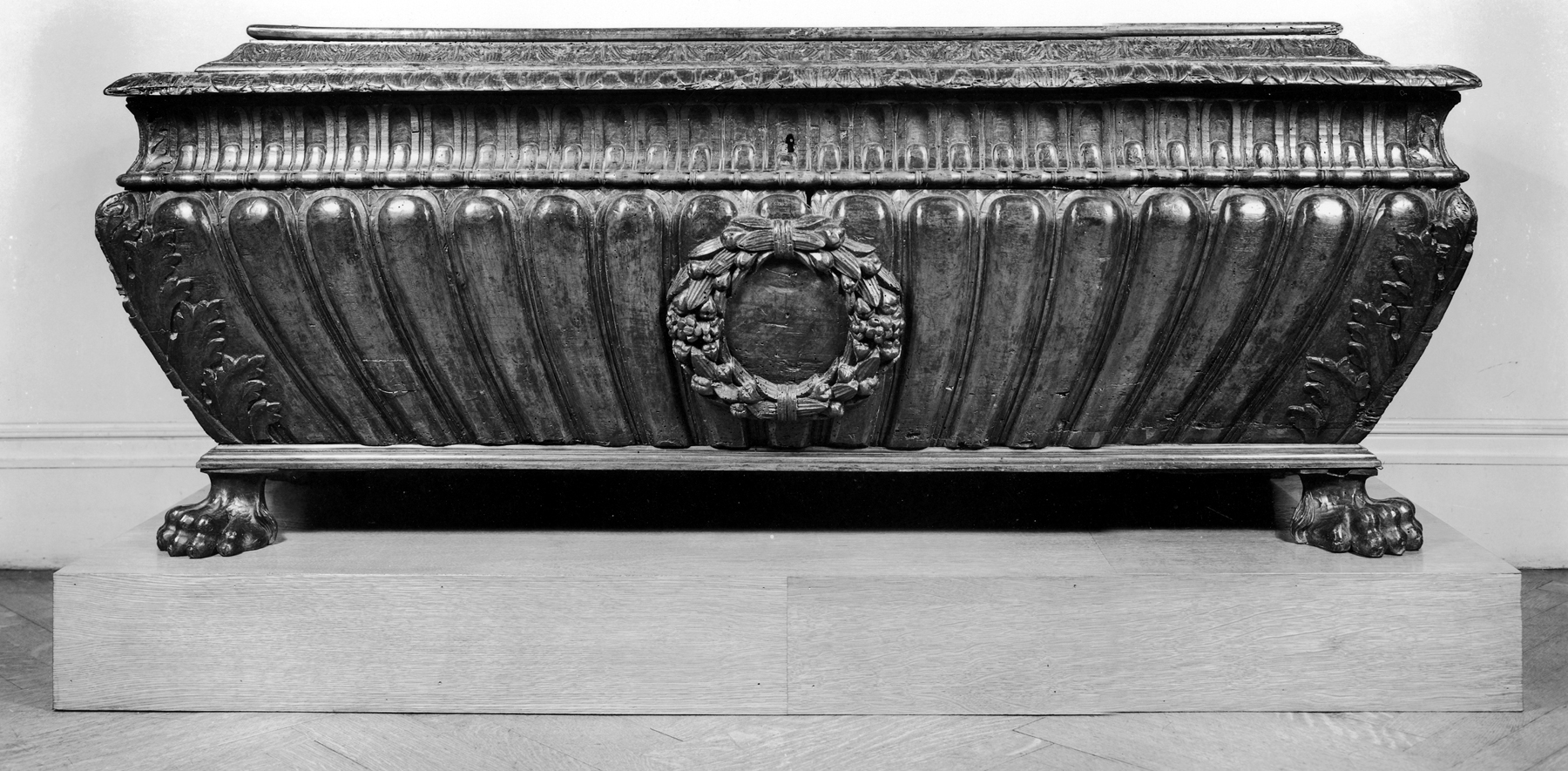
"Cassone" italiano - Walters 6535

### Orígenes árabes
Estos cofres también se conocían como "cofres de dote" en el Medio Oriente. "Los más de 300.000 documentos que se conservan en el Genizah de El Cairo son una de nuestras fuentes más ricas de información sobre la vida cotidiana en Egipto entre los siglos IX y XIX. Entre ellos se encuentran numerosos contratos matrimoniales, y casi todos mencionan un arca de dote. Para ello, se usan al parecer dos nombres: La muqaddimah era específicamente para las posesiones personales de la novia; los sunduq, que normalmente venían en pares iguales, eran para otros bienes. Usualmente, no iban decoradas de manera elaborada, excepto en el caso de la clase gobernante."

### Cassonesen laItalia renacentista

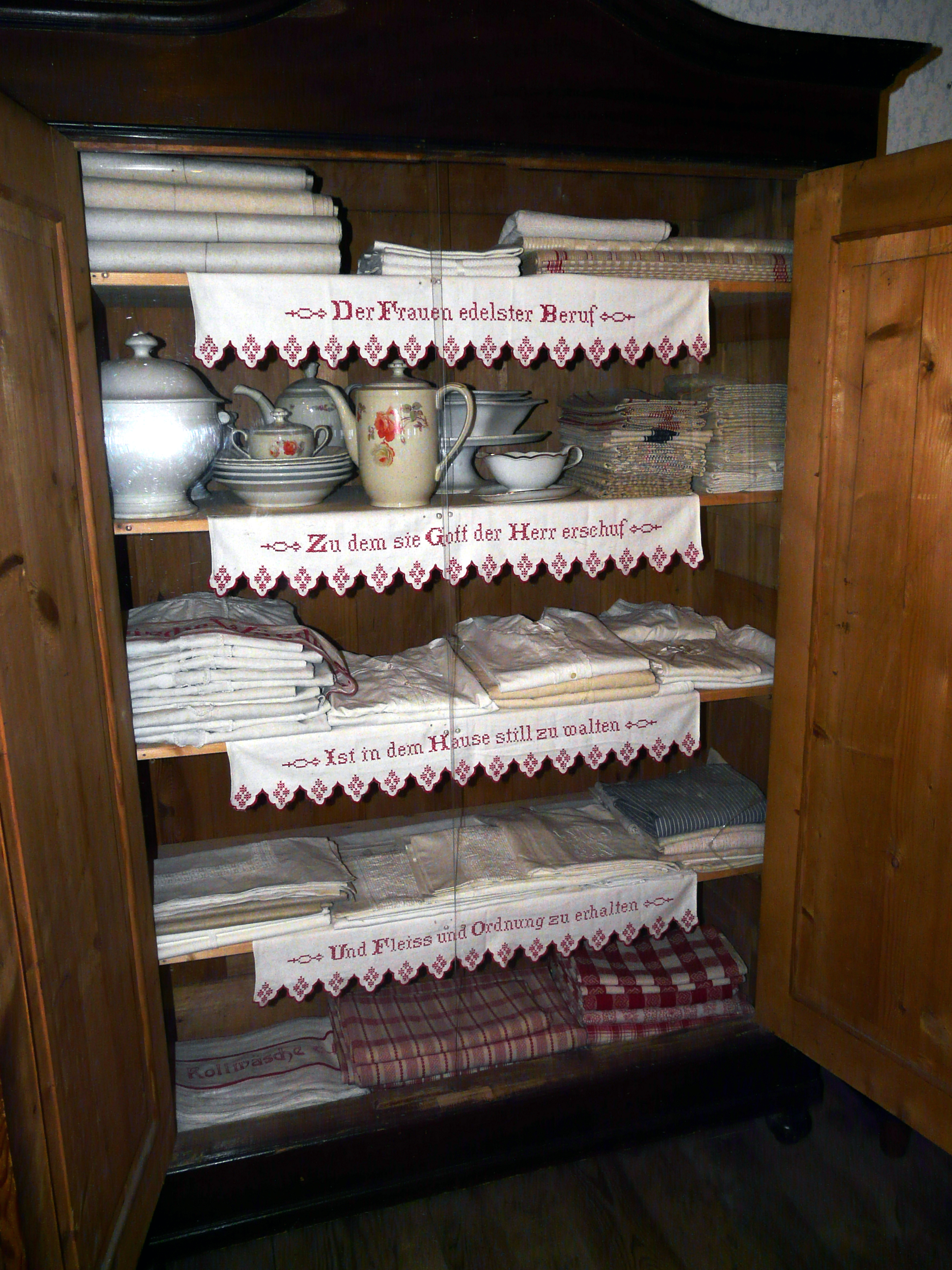
Aussteuerschrank : un armario de dotes, actualmente en un museo alemán.

En la Italia de los siglos XV y XVI, los cassones eran grandes arcones decorados y vistosos, que hacían parte de los matrimonios dinásticos. Eran valiosas muestras de riqueza, de incluso más valor que sus contenidos.

### Kastholandeses oSchrankalemanes
Se trata de cómodas altas, parecidos a un armario, con puertas dobles. Son más grandes que la mayoría de arcones de novia, y estaban destinados al servicio regular en el hogar después del matrimonio, por lo que se construían para poder ser desmantelados parcialmente y poder así ser transportados.

### Entre los colonos en los Estados Unidos
El apogeo del arcón de novia como arte popular llegó con las oleadas de inmigrantes europeos a los Estados Unidos. Muchos de estos inmigrantes de Escandinavia (que se asentaron en el medio oeste norte de los Estados Unidos), y alemanes (asentados en Pensilvania, como los amish), traían consigo una larga tradición de elaboración de cofres, que eran  construidos con sencillez con una extensa decoración pintada.

## Peligro de asfixia para los niños
Ha habido numerosos casos de muertes de niños debido a asfixia dentro de cofres de novia, debido al diseño tradicional de la pieza que puede atrapar a los niños bajo una pesada tapa que, a veces, traía un cerrojo automático. En 1996, tras reportes de al menos seis muertes de niños por asfixia en los Estados Unidos, el fabricante Lane Furniture retiró 12 millones de baúles de novia, cuyas tapas se cerraban automáticamente y no se podían abrir desde el interior. Específicamente, se retiraron cofres de cedro de las líneas "Lane" y "Virginia Maid" fabricados entre 1912 y 1987. Como parte de este retiro del mercado, brindaron partes de repuesto con una nueva configuración del pestillo de bloqueo. Sin embargo, estimaron que 6 millones de cofres usaban aún el pestillo de bloqueo retirado. Para 2021, Lane Furniture todavía ofrecía pestillos de reemplazo a través de su sitio web.

## Estilos
El arca de ajuar típica tiene la forma de una cómoda de cobijas con tapa. En algunas tradiciones, es posible que haya también uno o dos cajones uno al lado del otro en la parte de abajo. Como ocurre con las cómodas de mantas, un pequeño compartimento también puede hallarse en el interior para objetos pequeños. En tanto los contenidos de un cofre de este tipo serían principalmente ropa de cama, era popular que se construyeran en cedro (repelente de polillas), o al menos revestidas de cedro, lo que llevó al nombre en los Estados Unidos de "arca de cedro." El cedro rojo oriental (Juniperus virginiana) era el tipo de cedro usado típicamente.

## En la cultura popular
En la década de 1920, la palabra "hope chest" (cofre de esperanzas, como se le denomina en inglés) se usaba en la jerga slang para referirse a un paquete de cigarrillos.
"Glory Box" (lit., caja de la gloria, como también se les conoce en idioma inglés) es también el título de una canción de la banda Portishead . La canción trata sobre una mujer que está renunciando a sus épocas de seductora para comprometerse con una vida estable con un hombre, pidiéndole que se ponga en sus zapatos de vez en cuando.
En la película de 1985 Back to the future, la versión de 1955 del personaje de Lorraine McFly (apellidada Baines de soltera) menciona haber colocado los pantalones de Marty McFly "allí ... en mi baúl de novia" cuando lo dejan inconsciente. El chiste implica que tiene un interés romántico en él, siendo el caso que, sin que Lorraine lo sepa, Marty es su propio hijo venido del futuro.
En Glee, Kurt Hummel afirma poseer un arcón de ajuar. Esta es una inversión irónica del papel habitual del arcón de ajuar para una posible novia, en tanto Kurt es un adolescente gay.
En la película de 2012 El Hobbit: Un viaje inesperado, Bilbo Bolsón le pide a Kili que "por favor, no hagas eso" en el arcón de ajuar de su madre, cuando el enano se limpia las botas sobre el baúl. Esto sugiere que en la Tierra Media las mujeres (posiblemente de la alta sociedad) también usaban cofres de ajuar, al menos en Hobbiton.
En Me and You and Everyone We Know, la vecina de Peter y Robbie tiene un arcón de novia, que es parte del clímax de la película.
En The New Yankee Workshop, Norm Abram demuestra cómo construir y pintar un arcón de novia al estilo alemán de Pensilvania (llamado "cofre de dote" en el episodio) inspirado en uno que se exhibe en el Museo Winterthur en Delaware.